# Dubiaranea similis
Dubiaranea similis is een spinnensoort uit de familie hangmatspinnen (Linyphiidae). De soort komt voor in Chili.